# Cixius wui
Cixius wui är en insektsart som beskrevs av Tsaur 1991. Cixius wui ingår i släktet Cixius och familjen kilstritar. Inga underarter finns listade i Catalogue of Life.